# Aframomum verrucosum
Aframomum verrucosum är en enhjärtbladig växtart som beskrevs av John Michael Lock. Aframomum verrucosum ingår i släktet Aframomum och familjen Zingiberaceae. Inga underarter finns listade i Catalogue of Life.